# Димкич, Майк
Майк Димкич (англ. Mike Dimkich), наст. имя Майкл Джон Димкич (англ. Michael John Dimkich; род. 15 февраля 1968) — американский гитарист, в настоящее время участник панк-рок-группы Bad Religion. Он также играл в The Cult, Channel 3, Suckerpunch и Стив Джонс.

## Музыкальная карьера
Майк Димкич начал играть в калифорнийской панк-рок-группе Channel 3 в 1986 году. В 1989 году он играл на гитаре со Стивом Джонсом из Sex Pistols и выступал с Джонсом на разогреве группы The Cult. В 1993 году The Cult пригласили Димкича в качестве ритм-гитариста, и он оставался участником группы до 2013 года, когда перешёл в Bad Religion, чтобы заменить Грега Хетсона. Джеймс Стивенсон заменил Димкича на посту гитариста The Cult.

## Личная жизнь
Димкич имеет сербские корни (сербская фамилия: Димкић, Dimkić), отсюда и его прозвище The Serb (рус. Серб). Он занимается ультрамарафонским бегом и профессиональным велоспортом. Он начал официально участвовать в ультрамарафонских забегах в 2001 году и по состоянию на 2003 год пробежал более десяти таких забегов. В последнее время он начал участвовать в профессиональных велогонках.

## Дискография
Suckerpunch
- Suckerpunch (1996 г.)

The Cult
- Music Without Fear: Live from the Grand Olympic Auditorium, Los Angeles (2002 г.)

Bad Religion
- Age of Unreason (2019 г.)